# کالج ترینیتی دوبلین

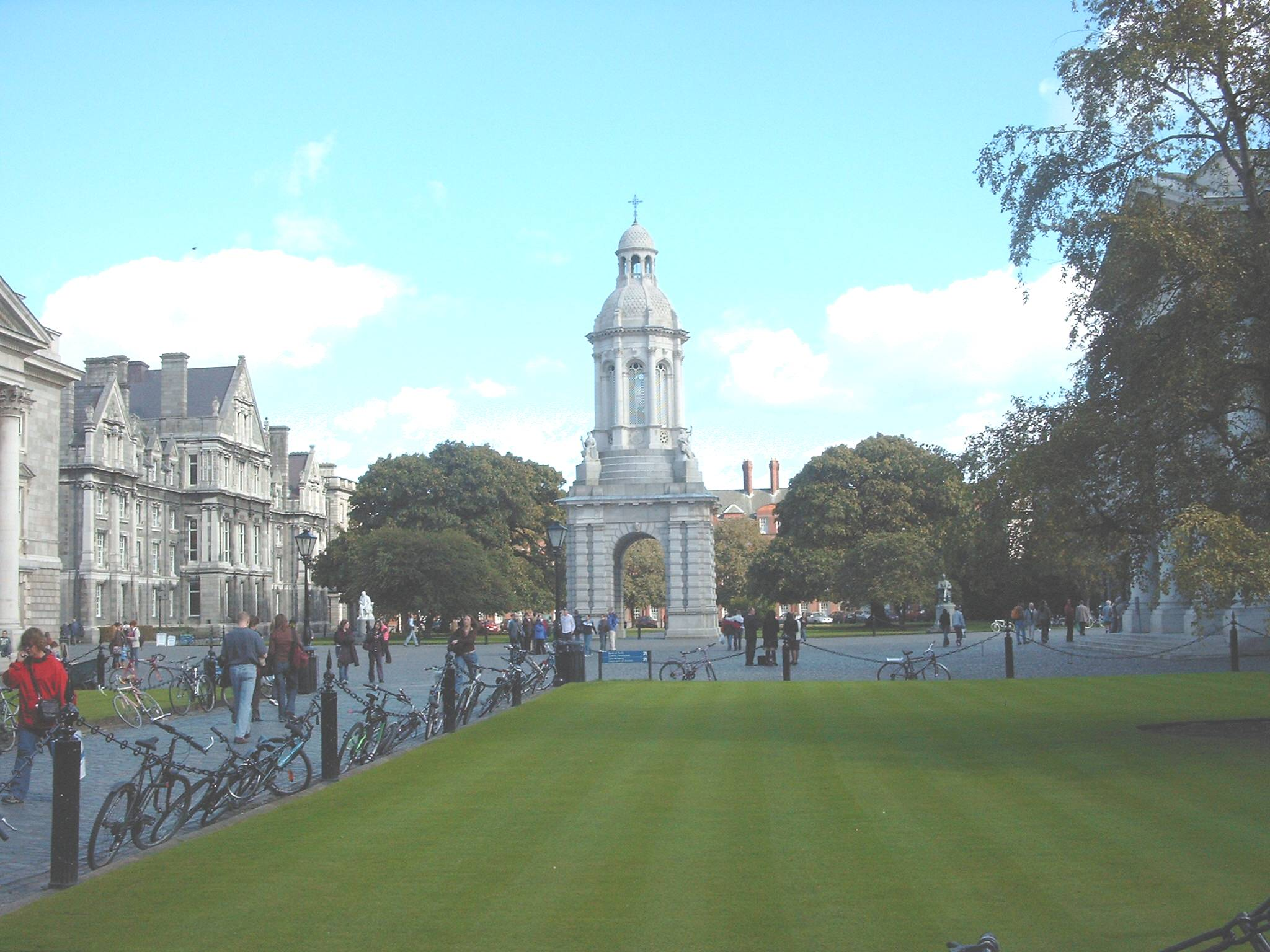

کالج ترینیتی دوبلین در سال ۱۵۹۲ تأسیس شد. کالج ترینیتی جزء ۷ دانشگاه تاریخی بریتانیا و جمهوری ایرلند به حساب می‌آید و هم چنین قدیمی‌ترین و معتبرترین دانشگاه جمهوری ایرلند است.
از لحاظ علمی این دانشگاه تقسیم می‌شود به سه دانشکده که شامل ۲۴ مدرسه هستند و در مقاطع کارشناسی و تحصیلات تکمیلی دانشجو می‌پذیرد. کالج ترینیتی ایرلند در سال ۲۰۱۱ از طرف رتبه‌بندی دانشگاهی تایمز (Times) به عنوان یکصد و هفتادمین دانشگاه برتر جهان انتخاب شد؛ و هم چنین توسط مؤسسه QS به عنوان شصت و پنجمین دانشگاه برتر جهان معرفی گردید.
کتابخانه کالج ترینیتی شامل بیش از ۴٫۵ میلیون کتب چاپی و خطی و نقشه و موسیقی است.